# Standfussiana arguta
Standfussiana arguta là một loài bướm đêm trong họ Noctuidae.